# Anisotes
Genre
Anisotes est un genre de plantes à fleurs de la famille des Acanthaceae. Les espèces sont originaires d'Afrique, de Madagascar et de la péninsule arabique.

## Liste d'espèces
Selon BioLib (25 juillet 2017) :
- Anisotes diversifolius Balf. f.
- Anisotes macrophyllus (Lindau) Heine

Selon Catalogue of Life (25 juillet 2017) :
- Anisotes bracteatus Milne-Redh.
- Anisotes comorensis (Lindau) T.F.Daniel
- Anisotes divaricatus T.F.Daniel, Mbola, Almeda & Phillipson
- Anisotes diversifolius Balf. fil.
- Anisotes dumosus Milne-Redh.
- Anisotes formosissimus (Klotzsch) Milne-Redh.
- Anisotes galanae (Baden) Vollesen
- Anisotes galpinii (C. Baden) comb. ined.
- Anisotes guineensis Lindau
- Anisotes hygroscopicus T.F.Daniel, Letsara & Martín-Bravo
- Anisotes involucratus Fiori
- Anisotes longistrobus (C. B. CI.) Vollesen
- Anisotes macrophyllus (Lindau) Heine
- Anisotes madagascariensis Briq.
- Anisotes mayottensis T.F.Daniel
- Anisotes nyassae C. Baden
- Anisotes parvifolius Oliv.
- Anisotes perplexus T.F.Daniel, Letsara & Martín-Bravo
- Anisotes pubinervius (T. Anders.) Heine
- Anisotes rogersii S. Moore
- Anisotes sessiliflorus C. B. Cl.
- Anisotes spectabilis (Mildbr.) Vollesen
- Anisotes subcoriaceus T.F.Daniel, Letsara & Martín-Bravo
- Anisotes tablensis T.F.Daniel
- Anisotes tanensis C. Baden
- Anisotes tangensis C. Baden
- Anisotes trisulcus (Forssk.) Nees
- Anisotes ukambensis Lindau
- Anisotes umbrosus Milne-Redh.
- Anisotes venosus T.F.Daniel, Letsara & Martín-Bravo
- Anisotes zenkeri (Lindau) C. B. Cl.

Selon NCBI (25 juillet 2017) :
- Anisotes formosissimus
- Anisotes madagascariensis

Selon The Plant List (25 juillet 2017) :
- Anisotes bracteatus Milne-Redh.
- Anisotes divaricatus T.F.Daniel, Mbola, Almeda & Phillipson
- Anisotes diversifolius Balf.f.
- Anisotes dumosus Milne-Redh.
- Anisotes formosissimus (Klotzsch) Milne-Redh.
- Anisotes guineensis Lindau
- Anisotes involucratus Fiori
- Anisotes macrophyllus (Lindau) Heine
- Anisotes madagascariensis Benoist
- Anisotes nyassae Baden
- Anisotes parvifolius Oliv.
- Anisotes rogersii S.Moore
- Anisotes sessiliflorus (T.Anderson) C.B.Clarke
- Anisotes tangensis Baden
- Anisotes trisulcus (Forssk.) Nees
- Anisotes ukambensis Lindau
- Anisotes umbrosus Milne-Redh.
- Anisotes zenkeri (Lindau) C.B.Clarke

Selon Tropicos (25 juillet 2017) (Attention liste brute contenant possiblement des synonymes) :
- Anisotes bracteatus Milne-Redh.
- Anisotes comorensis (Lindau) T.F. Daniel
- Anisotes divaricatus T.F. Daniel, Mbola, Almeda & Phillipson
- Anisotes diversifolius Balf. f.
- Anisotes dumosus Milne-Redh.
- Anisotes formosissimus Milne-Redh.
- Anisotes guineensis Lindau
- Anisotes hygroscopicus T.F. Daniel, Letsara & Martín-Bravo
- Anisotes involucratus Fiori
- Anisotes macrophyllus (Lindau) Heine
- Anisotes madagascariensis Benoist
- Anisotes mayottensis T.F. Daniel
- Anisotes nyassae Baden
- Anisotes parvifolius Oliv.
- Anisotes perplexus T.F. Daniel, Letsara & Martín-Bravo
- Anisotes pubinervis (T. Anderson) Heine
- Anisotes rogersii S. Moore
- Anisotes sereti De Wild.
- Anisotes sessiliflorus (T. Anderson) C.B. Clarke
- Anisotes spectabilis (Mildbr.) Vollesen
- Anisotes subcoriaceus T.F. Daniel, Letsara & Martín-Bravo
- Anisotes tablensis T.F. Daniel
- Anisotes tanensis Baden
- Anisotes tangensis Baden
- Anisotes trisulcus (Forssk.) Nees
- Anisotes ukambanensis Lindau
- Anisotes ukambensis Lindau
- Anisotes umbrosus Milne-Redh.
- Anisotes velutinus Lindau
- Anisotes venosus T.F. Daniel, Letsara & Martín-Bravo
- Anisotes zenkeri C.B. Clarke